# میدان‌های گازی عراق
میدان‌های گازی عراق یکی از مهم‌ترین منابع تأمین انرژی در عراق می‌باشد. میزان این ذخایر گازی بین ۱۰ تا ۱۵ تریلیون متر مکعب گاز طبیعی برآورد می‌شود. بر اساس آمار سال ۲۰۰۶ اداره انرژی آمریکا، ۵ درصد مصرف انرژی این کشور از طریق گاز میادین گازی این کشور تأمین می‌شود.